# ليزا بيتاني
ليزا بيتاني هي مدونة ومصورة كندية، ولدت في 3 نوفمبر 1981 في فيكتوريا في كندا.